# ジーン・ウェブスター
ジーン・ウェブスター（Jean Webster、本名: アリス・ジェーン・チャンドラー・ウェブスター、1876年7月24日 - 1916年6月11日）は、アメリカの女流作家。著書には『あしながおじさん』(Daddy-Long-Legs)や『続あしながおじさん』(Dear Enemy )などがある。 
彼女の最も有名な本は、活発で好感の持てる若い女性を主人公にしている。彼女らは、知的、道徳的、社会的に成熟しているが、十分なユーモア、きびきびした会話、穏やかに辛辣な社会的論評を備えているため、彼女の本は現代の読者にとっても親しみやすく、読んでいて楽しいものになっている。

## 幼少期
アリス・ジェーン・チャンドラー・ウェブスターは、ニューヨーク州フレドニアで生まれた。彼女はアニー・モフェット・ウェブスターとチャールズ・ルーサー・ウェブスターの長女(第一子)である。彼女は幼少期を母権主義的で活動的な環境で過ごし、曽祖母、祖母、母親がすべて同じ屋根の下で暮らした。彼女の曾祖母は禁酒問題に取り組み、祖母は人種平等と女性参政権に取り組んでいた。
アリスの母親はマーク・トウェインの姪で、彼女の父親はトウェインのビジネス・マネージャーであり、その後、1884年に設立された出版社チャールズ・L・ウェブスター・アンド・カンパニーにより彼の本の多くの出版者でもあった。
当初ビジネスは成功し、アリスが5歳のときに家族はニューヨークの大きなタウンハウスに引越した。当時家族は、ロング・アイランドにサマーハウスも所有していた。
しかし、出版社はその後苦境に立たされ、マーク・トウェインとの関係はますます悪化していった。1888年に彼女の父親が体を壊して休職し、家族はフレドニアに戻った. その後、父親は1891年に薬物の過剰摂取により自殺した。
アリスはフレドニア師範学校(現・ニューヨーク州立大学フレドニア校)に通い、1894年に陶磁器( china painting)専攻で卒業した。1894年から1896年まで、彼女はビンガムトンのコート・ストリート269番地にあるレディー・ジェーン・グレイ・スクール寄宿生として通った。彼女がそこにいる間、学校は約20人の女の子に学問、音楽、芸術、手紙の書き方、口述、マナーを教えた。レディ・ジェーン・グレイ・スクールは、ウェブスターの小説「おちゃめなパッティ(Just Patty）」に登場する学校の細部の多くにその影響を残している。特に、学校の校舎の配置、部屋の名前 (Sky Parlour、Paradise Alley)、制服、および女の子の 1 日のスケジュールと教師たちなどである。
アリスがジーンと呼ばれるようになったのは、この学校からである。彼女のルームメイトはアリスと呼ばれていたので、学校は彼女に別の名前を使えないかどうか尋ね、彼女はミドルネームのバリエーションである「ジーン」を選んだ。ジーンは 1896年6月に学校を卒業し、フレドニア師範学校の大学課程に1年間復帰した。

## 大学時代
1897年、ウェブスターは1901年のクラスの一員としてヴァッサー大学に入学した。英語と経済学を専攻し、福祉と刑法改革のコースを受講し、社会問題に関心を持つようになった。
コースの一環として、彼女は「非行や困窮した子供たち」のための施設を訪問した。 
彼女は、ニューヨークの貧しいコミュニティにサービスを提供するカレッジ・セツルメント・ハウスに関与するようになり、生涯を通じて興味を持ち続けた。ヴァッサーでの彼女の経験は、彼女の著書『おちゃめなパッティ 大学へ行く』(When Patty Went to College)と『あしながおじさん』の材料を提供した。ウェブスターは、将来の詩人アデレイド・クラプシーと親密な友情を紡ぎ始めた。彼女は、1914年にクラプシーが亡くなるまで彼女の友人だった。

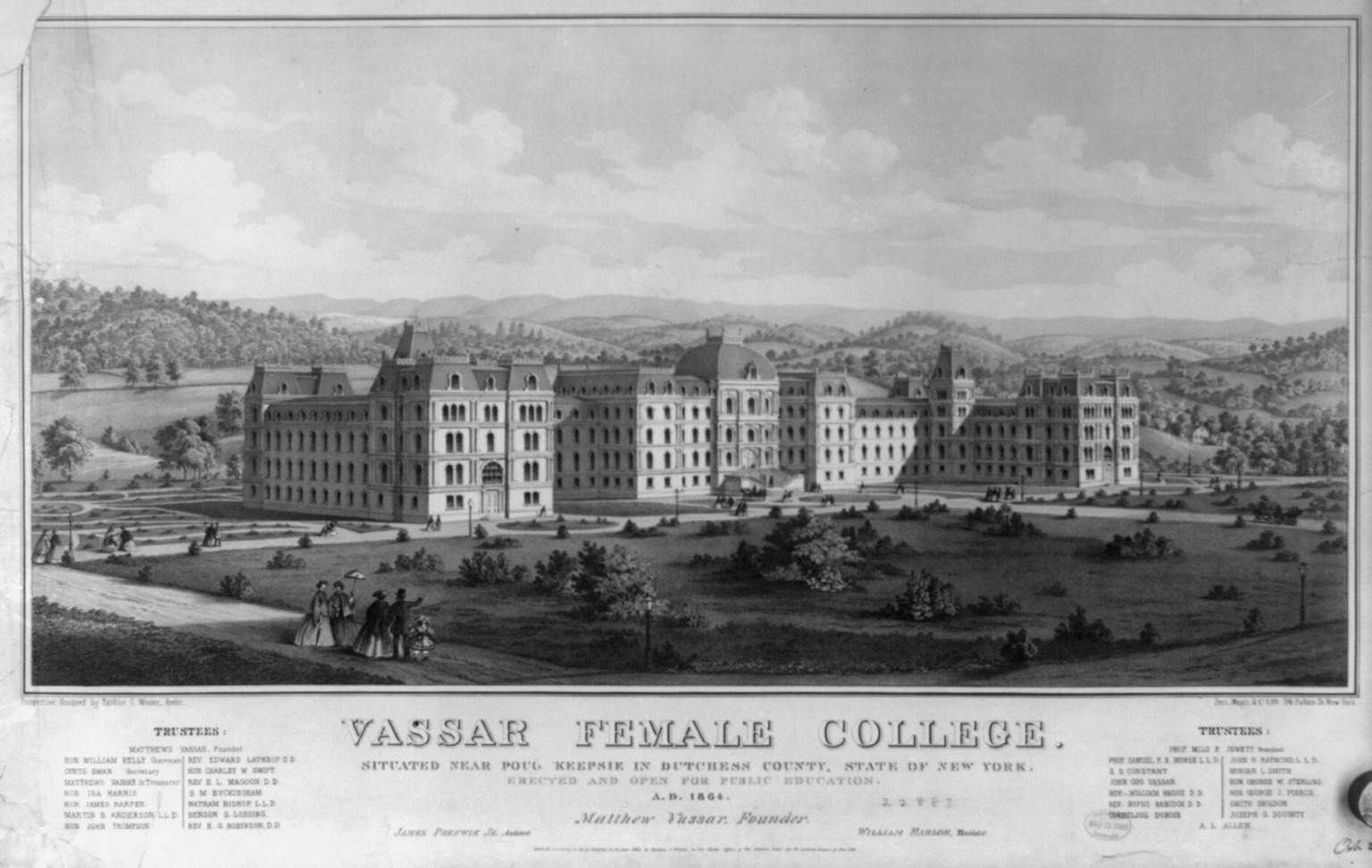
1862年頃のヴアッサー大学

彼女はクラプシーと一緒に、執筆、演劇、政治など、多くの課外活動に参加した。ウェブスターとクラップシーは、1900年の大統領選挙で社会主義者候補のユージーン・V・デブスを支持したが、当時、女性にはまだ選挙権がなかった。
彼女は、"ヴァッサー・ミセラニー"への記事の寄稿者で、2 年生の英語クラスの一環として、"ポキプシー・サンデー・クーリエ紙"の ヴァッサーニュースと記事の毎週のコラムを書き始めた。
ウェブスターは、彼女は「英語ではサメ」であると報告しましたが、彼女のつづりは非常に風変わりであると伝えられており、恐ろしい教師が彼女につづりの誤りについて編集部に尋ねたとき、彼女は「ウェブスター」と答えた。
ウェブスターは 3 年生の 1 学期をヨーロッパで過ごし、フランスとイギリスを訪れたが、主な目的地はイタリアで、ローマ、ナポリ、ベニス、フィレンツェを訪れた。彼女は 2 人のヴァッサーの学生と一緒に旅行し、パリでエセリン・マッキニーとレナ・ワインスタイン (同じくアメリカ人) に出会い、生涯の友人になった。
イタリア滞在中、ウェブスターは上級経済学の論文「イタリアの貧困主義」について調査研究をした。彼女はまた、ポキプシー・サンデー・クーリエ紙に旅行についてのコラムを書き、1901 年にヴァッサー・ミセラニーに掲載された短編小説「ヴィラ・ジャニーニ」の資料を集めた。. 4年生としてヴァッサーに戻り、クラスの年鑑の文学編集者となり、1901年6月に卒業した。

## 成人後
フレドニアに戻ると、ウェブスター は『おちゃめなパッティ大学に行く』を書き始め、その中で彼女は現代の女性の大学生活について書いている。出版社を探すのに一苦労した後、処女作は1903年3月に出版され、好評を博した。
ウェブスターはのちに短編集『ピーターのことで大騒ぎ』(Much Ado about Peter)に収録されることになる短編作品を書き始め、母親と一緒に1903年から1904年の冬にイタリアを訪れ、パレストリーナの修道院に6週間滞在し、その間彼女は『小麦姫』(Wheat Princess)を執筆した。これは 1905 年に出版された。
翌年には、イタリアへのさらなる旅行と、エジプト、インド、ビルマ、スリランカ、インドネシア、香港、中国、日本への8か月にわたり、エセリン・マッキニー、レナ・ワインスタイン、その他の2人とともに世界旅行をし、『ジェリーは若い』(Jerry Junior、1907年) と"The Four Pools Mystery" (1908年)を刊行している。
ジーン・ウェブスターは、エセリン・マッキニーの兄弟であるグレン・フォード・マッキニーと関係を持ち始めた。彼は弁護士で、裕福で成功した父親の期待に応えようと奮闘していた。『続あしながおじさん』わき筋の話と同様に、彼は妻が精神病に苦しんでいたために不幸な結婚生活を送っていた。
マッキーニーの妻、アネット・レイノーは躁鬱病で頻繁に入院しており、マッキーニーの子どものジョンも、精神不安定の兆候があった。
マッキーニー は、これらのストレスに対処しようと、狩猟旅行やヨット旅行、飲酒に逃避した。その結果、彼は何度か療養所に入る羽目になった。マッキニー夫妻は 1909 年に別居したが、離婚が珍しく困難だった時代で、1915年まで離婚は成立しなかった。別居後もマッキニーはアルコール依存症と闘い続けたが、1912 年の夏にウェブスター、エセリン・マッキニー、レナ・ワインスタインと共にアイルランドへ旅行した時には、アルコール依存はかなりコントロールできていた。この期間中、ウェブスターは短編小説を書き続け、いくつかの本を舞台劇の脚本にした。
『おちゃめなパッティ』が出版された1911年、ウェブスターはマサチューセッツ州タイリンガムの古い農家に滞在中に、小説『あしながおじさん』を書き始めた。ウェブスターの最も有名な作品は、もともとレディース・ホーム・ジャーナルに連載されたもので、匿名の恩人により経済的な支援を受けて女子大学に通う孤児、ジェルーシャ・アボットという少女の物語である。
冒頭の導入的な章を別にして、この小説は、新しいスタイルのジュディが恩人に書いた手紙の形をとっている。1912 年 10 月に出版され、好評を博した。
ウェブスターは1913年に『あしながおじさん』を脚色し、1914年には若きルース・チャタートンがジュディ役を演じたこの劇の巡回公演は4か月に渡った。
アトランティックシティで試験興行を行った後、ワシントンDC、シラキュース、ニューヨーク。ニューヨーク州ロチェスター。インディアナ州インディアナポリス。1914年9月にニューヨーク市のゲイエティ・シアターで上演され、これは1915年5月までロングランした。『あしながおじさん』人形は、孤児を家族に養子縁組するための資金を調達するために販売された。
ウェブスターの成功は、彼女の大学時代の友人であるアデレード・クラプシーの結核との戦いによって影が薄くなり、クラプシーは1914年10月にコネチカット州ワシントンで亡くなった。
1915年にグレン・フォード・マッキニーは、離婚が成立し、彼とウェブスターは9月にコネチカット州のワシントンで密やかな結婚式を上げた。彼らはカナダのケベック市近くのマッキニーのキャンプで新婚旅行をし、セオドア・ルーズベルト元大統領が訪れ、「私はいつもジーン・ウェブスターに会いたいと思っていました。キャビンに仕切りを立てることができるからね。」と言った。
米国に戻ると、新婚夫婦は、セントラル・パークを見下ろすウェブスターのアパートとニューヨーク州ダッチェス郡にあるマッキニーのティモール農場を共有した。
1915年11月には『あしながおじさん』の続編『続あしながおじさん』が出版され、これもベストセラーとなった。前作同様、書簡体で書かれたこの本は、主人公ジュディが育った孤児院の院長になったジュディの大学時代の友人サリー・マクブライトの七転八倒のお話を綴ったものである。
ウェブスターは妊娠し、家族の伝えるところによれば、彼女の妊娠は危険かもしれないと医師から警告があった。彼女はつわりにひどく苦しんだが、1916年2月までに気分が良くなり、社交行事、刑務所訪問、孤児院改革と女性参政権に関する会議など、彼女の普段の活動に復帰した。彼女はまた、スリランカで本と演劇の宣伝を始めた。彼女の友達は、彼女がこれほど幸せになったのを見たことがないと報告した。

## 死
ジーン・ウェブスターは、1916年6月10日の午後、ニューヨークのスローン産婦人科病院に入院した。グレン・マッキニーは、プリンストン大学での25回目の再会を思い出し、ウェブスターが出産する90分前の午後10時30分に到着した。産まれたのは6ポンド四分の一の娘だった。最初はすべて順調だったが、1916年6月11日の午前7時30分にジーン・ウェブスターは容態が急変し、出産熱で亡くなった。

## 主な作品
- 『おちゃめなパッティ 大学へ行く』 - When Patty Went to College 1903年
- 『小麦姫』 - Wheat Princess 1905年
- 『ジェリーは若い』 - Jerry Junior 1907年
- The Four Pools Mystery 1908年
- 『ピーターは忙しい』 - Much Ado About Peter 1909年
- 『おちゃめなパッティ』 - Just Patty 1911年
- 『あしながおじさん』 - Daddy-Long-Legs 1912年
- 『続あしながおじさん』 - Dear Enemy 1915年

## 伝記
- Boewe, Mary (2007). “Bewildered, Bothered, and Bewitched: Mark Twain's View of Three Women Writers”. Mark Twain Journal 45 (1):  17–24.
- Simpson, Alan; Simpson, Mary; Connor, Ralph (1984). Jean Webster: Storyteller. Poughkeepsie: Tymor Associates. Library of Congress Catalog Number 84–50869
- [IT] Sara Staffolani, C'è sempre il sole dietro le nuvole. Vita e opere di Jean Webster, flower-ed 2018. ISBN ebook 978-88-85628-23-6 ISBN cartaceo 978-88-85628-24-3
- Sara Staffolani, Every Cloud Has Its Silver Lining. Life and Works of Jean Webster, flower-ed 2021. ISBN 978-88-85628-85-4